# Équipe de France de football en 1912
Chronologie
Saison précédente Saison suivante
L'équipe de France joue trois matches en 1912 et en remporte deux. 
Elle commence l'année par un match nul contre la Belgique qui termine la rencontre à neuf en raison de la blessure de deux joueurs. Elle bat ensuite la Suisse puis l'Italie à Turin. La rencontre se joue dans un contexte de crise diplomatique franco-italienne à la suite de l'affaire du navire Maloubia.

## Les matchs
| Date            | Stade                             | Adversaire | Score | Comp | Buteurs français                               |
| 28 janvier 1912 | Stade de Paris Saint-Ouen, France | Belgique   | N 1-1 | A    | Maës (75e)                                     |
| 18 février 1912 | Stade de Paris Saint-Ouen, France | Suisse     | V 4-1 | A    | Mesnier, Triboulet, Maës & Viallemonteil (83e) |
| 17 mars 1912    | Campo Piazza d'Armi Turin, Italie | Italie     | V 4-3 | A    | Maës (10e, 38e & 66e) & Mesnier (52e)          |

A : match amical.

## Les joueurs
| Joueurs                                                         |    |    |    |
| Gardiens de but                                                 |    |    |    |
| Pierre Chayriguès (Red Star Amical Club)                        | 90 | 90 | 90 |
| Défenseurs                                                      |    |    |    |
| Alfred Gindrat (Red Star Amical Club) (dernières sélections)    | 90 | 90 |    |
| Charles Bilot (CA Paris) (6eet dernière sélection)              | 90 |    |    |
| Paul Romano (Etoile des Deux Lacs) (dernières sélections)       |    | 90 | 90 |
| Émile Fiévet (Olympique de Pantin) (1reet dernière sélection)   |    |    | 90 |
| Milieux                                                         |    |    |    |
| Jean Rigal (AF Garenne-Colombes) (11eet dernière sélection)     | 90 |    |    |
| Jean Ducret (Etoile des Deux Lacs) Capitaine                    | 90 | 90 | 90 |
| Gaston Barreau (FEC Levallois)                                  | 90 | 90 | 90 |
| Maurice Bigué (CA Paris)                                        |    | 90 | 90 |
| Attaquants                                                      |    |    |    |
| Émile Lesmann (JA Saint-Ouen) (1reet dernière sélection)        | 90 |    |    |
| Louis Mesnier (CA Paris)                                        | 90 | 90 | 90 |
| Eugène Maës (Red Star Amical Club)                              | 90 | 90 | 90 |
| Henri Viallemonteil (CA Vitry)                                  | 90 | 90 | 90 |
| Marcel Triboulet (FEC Levallois)                                | 90 | 90 |    |
| Maurice Olivier (Etoile des Deux Lacs) (5esélection)            |    | 90 |    |
| Fernand Faroux (Olympique de Pantin) (1reet dernière sélection) |    |    | 90 |
| Jourde (CA Vitry)                                               |    |    | 90 |